# Mitrofane Nedeline
Mitrofane Ivanovitch Nedeline (Russe: Митрофа́н Ива́нович Неде́лин) (né le 9 novembre 1902, mort le 24 octobre 1960) est un militaire soviétique, maréchal d'artillerie dans l'armée rouge. En tant que vétéran de plusieurs guerres, il a été honoré comme héros de l'Union soviétique. Il a été un acteur important de la course à l'espace, et a été chargé du développement de la fusée R-16. Le 24 octobre 1960, il a été victime de l'explosion de la fusée lors d'une tentative de lancement au cosmodrome de Baïkonour, et son nom  a été donné à cette catastrophe qui a fait 92 victimes au total.